# Boavista Futebol Clube 2023-2024
Questa voce raccoglie le informazioni riguardanti il Boavista Futebol Clube nelle competizioni ufficiali della stagione 2023-2024.

## Stagione
- In Primeira Liga il Boavista si classifica al quindicesimo posto (32 punti), dietro all'Estrela Amadora e davanti al Portimonense.
- In Taça de Portugal sono eliminati al quarto turno dall'Arouca (2-2, 3-4 d.c.r.).
- In Taça da Liga sono eliminati al primo turno dall'União Leiria (0-0, 4-5 d.c.r.).

## Rosa
| N. |                       | Ruolo | Calciatore       |
| -- | --------------------- | ----- | ---------------- |
| 1  | Brasile (bandiera)    | P     | César            |
| 5  | Nigeria (bandiera)    | D     | Chidozie Awaziem |
| 6  | Guinea (bandiera)     | C     | Ibrahima Camará  |
| 7  | Portogallo (bandiera) | C     | Salvador Agra    |
| 8  | Portogallo (bandiera) | C     | Bruno Lourenço   |
| 9  | Slovacchia (bandiera) | A     | Róbert Boženík   |
| 10 | Portogallo (bandiera) | C     | Miguel Reisinho  |
| 11 | Portogallo (bandiera) | A     | Luís Santos      |
| 12 | Brasile (bandiera)    | P     | Luís Pires       |
| 13 | Giappone (bandiera)   | C     | Masaki Watai     |
| 16 | Portogallo (bandiera) | C     | Joel Silva       |
| 18 | Montenegro (bandiera) | C     | Ilija Vukotić    |
| 20 | Portogallo (bandiera) | D     | Filipe Ferreira  |
| 21 | Portogallo (bandiera) | A     | Tiago Morais     |
| 23 | Francia (bandiera)    | D     | Vincent Sasso    |
| 24 | Colombia (bandiera)   | C     | Sebastián Pérez  |

| N. |                           | Ruolo | Calciatore              |
| -- | ------------------------- | ----- | ----------------------- |
| 26 | Uruguay (bandiera)        | D     | Rodrigo Abascal         |
| 27 | Venezuela (bandiera)      | A     | Jeriel De Santis        |
| 30 | Irlanda (bandiera)        | C     | Cristiano Fitzgerald    |
| 35 | Portogallo (bandiera)     | D     | Gonçalo Almeida         |
| 42 | Rep. del Congo (bandiera) | C     | Gaius Makouta           |
| 55 | Guinea-Bissau (bandiera)  | D     | Augusto Dabó            |
| 59 | Portogallo (bandiera)     | A     | Martim Tavares          |
| 70 | Nigeria (bandiera)        | D     | Sopuruchukwu Onyemaechi |
| 76 | Portogallo (bandiera)     | P     | Tomé Sousa              |
| 79 | Portogallo (bandiera)     | D     | Pedro Malheiro          |
| 80 | Portogallo (bandiera)     | C     | Berna                   |
| 90 | Portogallo (bandiera)     | A     | Tiago Machado           |
| 99 | Portogallo (bandiera)     | P     | João Gonçalves          |